# Aquarium national de Cuba
L'Aquarium national du Cuba est un océanarium cubain situé à La Havane. Il a été fondé le 23 janvier 1960. Il comprend notamment un delphinarium de 1 200 places. Il s'étend sur une surface de 2,2 hectares.
Il a été mis en cause pour sa participation aux captures de dauphins sauvages dans les Caraïbes et son rôle prépondérant dans l'export à l'international dans le but d'approvisionner d'autres delphinariums.

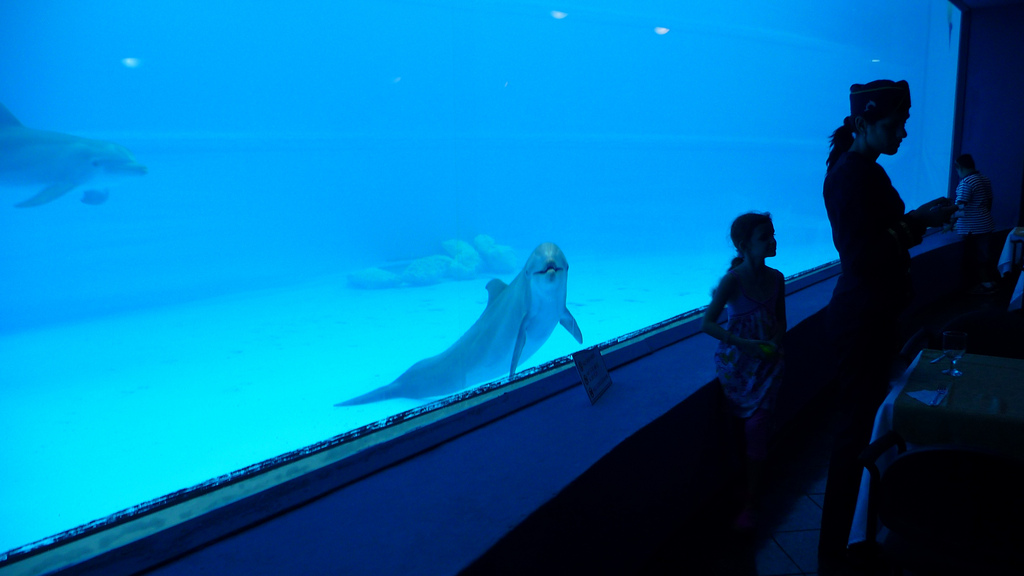
Grand dauphin.
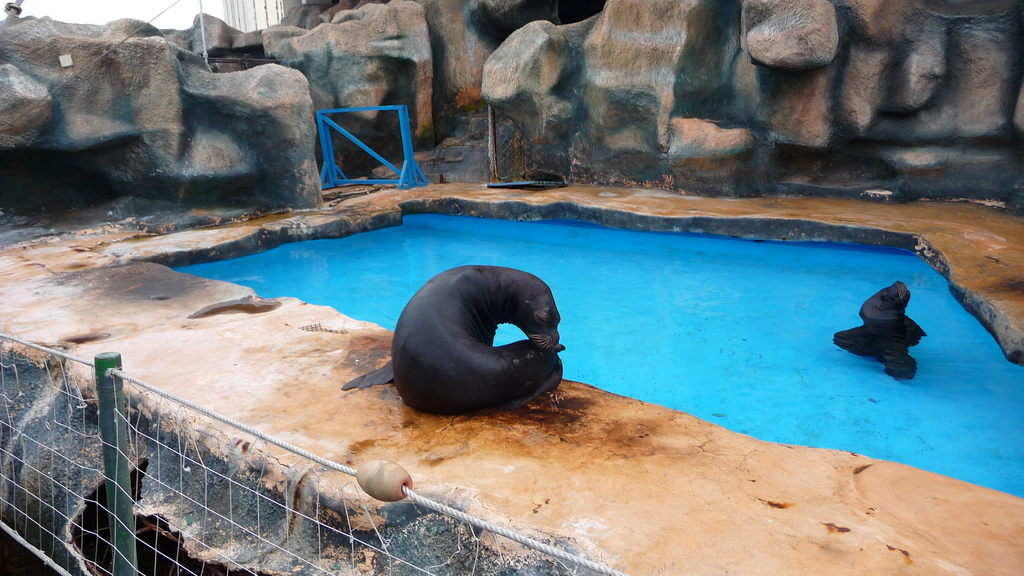
Otaries.
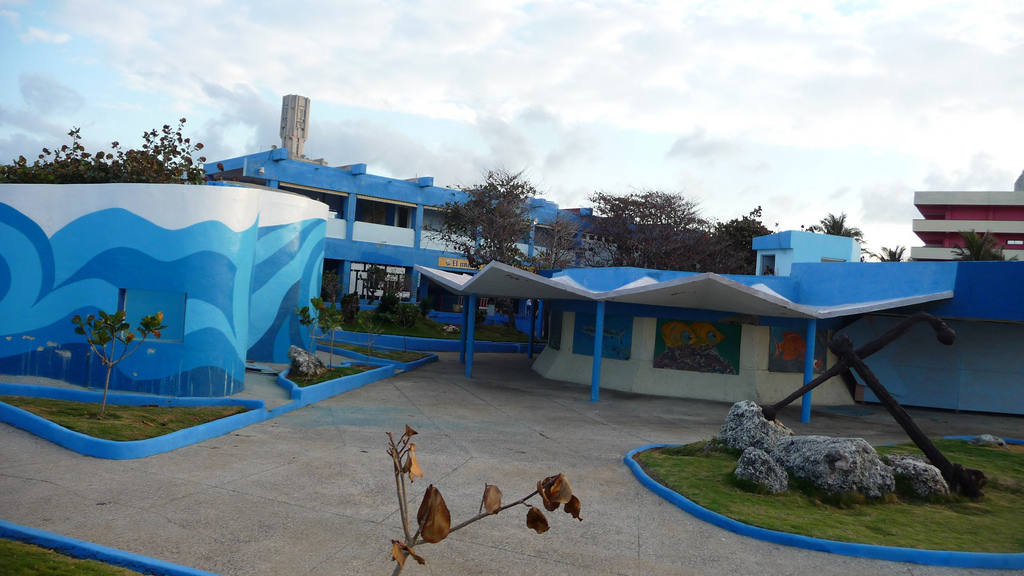
Bâtiments.